# Панама
Пана́ма (ісп. Panamá МФА: [panaˈma] Панама́), Bannaba — мовою куна, офіційно Респу́бліка Пана́ма — країна в Північній Америці на Панамському перешийку між Карибським морем і Тихим океаном, межує з Коста-Рикою на заході і Колумбією на сході; площа — 75 517 км²; населення — 3,232 млн (2005) (метиси 70 %, західні індіанці 14 %, нащадки європейців 10 %, індіанці 6 %); столиця — Панама.
З однієї з індіанських мов назву країни можна перекласти як «місце, де багато риби».
Панама є членом Організації Об'єднаних Націй та інших міжнародних організацій, як-от Організація американських держав, Асоціація латиноамериканської інтеграції, Група 77, Всесвітня організація охорони здоров'я та Рух неприєднання.
На початку 2012 року газета The New York Times у щорічному списку місць нашої планети, які варто відвідати в новому році, поставила Панаму на перше місце (на другому місці — Гельсінкі, на третьому — М'янма).

## Природа

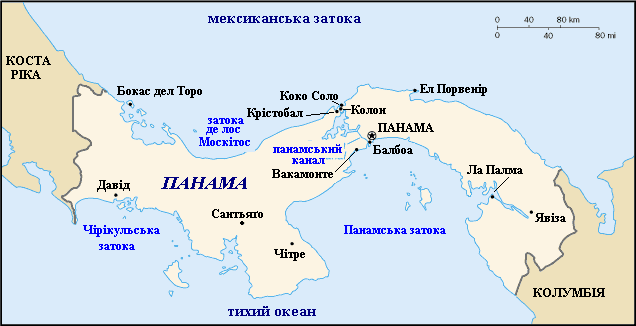
Мапа Панами.

Країна розташована на стратегічному Панамському перешийку, що поєднує Північну та Південну Америки. Географічні координати — 9° 00′ пн. ш., 80° 00′ зх. д.
Рельєф крутий, нерівний, гори і рівнини. Домінантою панамської географії є центральний хребет гір і пагорбів, який утворює континентальний вододіл. Вододіл не є частиною великих гірських ланцюгів Південної Америки, і тільки поблизу колумбійського кордону розташовані високогір'я (Серранія-дель-Дар'єн), пов'язані з системою Анд Південної Америки. Хребет, який формує вододіл, являє собою сильно розмиту арку, яка піднялася з дна моря і гірські вершини якої утворилися внаслідок вулканічної діяльності.
Гірський ланцюг вододілу біля кордону з Коста-Рикою має назву Кордильєра-де-Таламанка. Далі на схід він продовжується як Серранія-де-Табасара, а частину цього хребта ближче до нижнього сідла перешийка, де прокладений Панамський канал, часто називають Сьєрра-де-Верагуас. У цілому гори між Коста-Рикою і каналом зазвичай згадуються географами як Кордильєра-Сентраль. Найвища точка країни — Вулкан Бару, 3475 м заввишки, розміщена в провінції Чирикі, біля кордону з Коста-Рикою.
Клімат — морський, субекваторіальний; висока вологість, хмарність; з травня по січень — сезон дощів, з січня по травень — сухий сезон.
Майже 500 річок течуть по території Панами, 150 з них впадають в Карибське море, 350 — в Тихий океан. Здебільшого вони повноводні, не судноплавні. Багато з них беруть початок у вигляді швидких гірських струмків, звивистих в долинах, у гирлах вони утворюють прибережні дельти. Однак річка Ріо-Чагрес, басейн якої лежить в центральній Панамі, є однією з небагатьох широких річок, які володіють значним гідроенергетичним потенціалом. Центральна частина річки перекрита греблею Гатун і утворює озеро Гатун, штучне озеро, яке є частиною Панамського каналу. Озеро було створено в результаті будівництва греблі Гатун на Ріо-Чагрес у період з 1907 по 1913 роки. Після створення озеро Гатун було найбільшим водосховищем у світі, а гребля була найбільшою земляною греблею. Далі річка тече на північний захід в Карибське море. На Ріо-Чагрес також створені водосховища Кампо і Медден і побудовані гідроелектростанції, які забезпечують електроенергією територію колишньої зони каналу. Ріо-Чепо, інше джерело гідроелектроенергії, є однією з більш ніж 350 річок, що впадають в Тихий океан. Ці тихоокеанські річки довше і повільніше, ніж ті, що на карибської стороні. Їх водозбірні басейни також більші. Одна з найдовших — Ріо-Туїра, яка впадає в затоку Сан-Мігель і є єдиною річкою країни, яка судноплавна.
Панама належить до країн із надзвичайно багатим біорізноманіттям. Головним чинником, який визначає унікальність фауни країни, є «Великий Панамський обмін» — масштабний процес обміну тваринним світом між Північною та Південною Америкою після утворення перешийка приблизно 3 мільйони років тому. Завдяки цьому на території Панами сьогодні співіснують як південноамериканські групи (наприклад, броненосці, мурахоїди, мавпи-ревуни, тапіри), так і північноамериканські (олені, ведмеді, дрібні гризуни, хижі кішки). Географічне положення забезпечує Панамі високий рівень біорізноманіття. Незважаючи на невелику територію в країні описано понад 250 видів ссавців, у тому числі близько 120 видів кажанів (один із найбільших показників серед країн світу), 970 видів птахів (із значною кількістю перелітних видів внаслідок того, що Панама розташована на важливому шляху міграцій між Північною та Південною Америкою), 220 видів плазунів, 200 видів земноводних та 1400 видів риб.
Природні ресурси — мідь, деревина, креветки, гідроенергія, рибні ресурси тощо.
В країні часто трапляються сильні урагани та лісові пожежі. Річки забруднюються сільськогосподарськими відходами, що шкодить рибним ресурсам. Непомірне вирубування тропічних лісів призводить до деградації землі, змиву родючого шару землі дощами, що, також, завдає шкоди панамському каналові.
У районі кордону між Панамою і Колумбією майже непрохідні джунглі утворюють Дар'єнський розрив. У цьому місці переривається Панамериканське шосе, що пов'язано не стільки з технічними складнощами, скільки з діяльністю колумбійських наркоторговців і протестами екологів.

## Історія

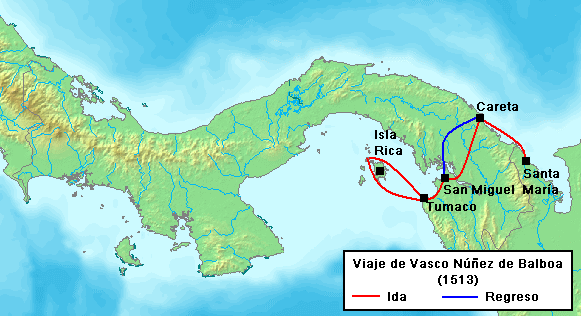
Маршрути експедицій Бальбоа в Центральній Америці

До появи на території нинішньої Панами іспанських конкістадорів тут жило понад 60 індіанських племен. На заході жили індіанці чибча-муїска, які займалися рибальством, полюванням, землеробством і ремеслами, в тому числі виготовленням керамічного посуду і золотих прикрас, на сході — кариби, які переважно займалися полюванням і рибальством, а на південному сході — чако.
1501 року Родріго де Бастідас вирушив з Венесуели на захід в пошуках золота і став першим європейцем, який досліджував Панамський перешийок. Рік по тому Христофор Колумб відвідав перешийок і заснував поселення Санта-Марія-де-Белен у гирлі річки Белен, яке невдовзі було зруйновано індіанцями.
Подорож Васко Нуньєса де Бальбоа від Атлантики до Тихого океану 1513 року продемонструвала, що перешийок є найкоротшим шляхом між океанами, і Панама швидко стала важливим перехрестям іспанських колоній в Новому Світі. Золото і срібло доставлялося на кораблях з Південної Америки, потім перевозилося через перешийок на іспанських срібних караванах і завантажувалося на кораблі, які слідували в Іспанію. Маршрут став відомий як Каміно Реал (Королівська дорога), хоча він був більш відомий як Каміно де Крусес (Дорога Хрестів) через велику кількість могил на цьому шляху. Початковий маршрут Королівської дороги поєднував міста Панаму та Номбре де Діос, але в 1597 році він був перенаправлений до Портобело. Довжина дороги складала біля 70 км.
Панама перебувала під владою Іспанії протягом майже 300 років (з 1538 по 1821 рік) і стала частиною Віцекоролівства Перу разом з усіма іншими володіннями Іспанії в Південній Америці.
Після здобуття незалежності від Іспанії 1821 року Панама входила до складу Колумбії. За підтримки США Панама у 1903 році оголошує незалежність від Колумбії. У період з 1904 до 1914 інженерними військами армії США було споруджено Панамський канал. Канал та земля навколо каналу віддається під контроль США.
Генерал Мануель Нор'єга, що правив країною з 1983 року, у 1988 році був звинувачений США у зв'язках з наркомафією. У 1989 він оголосив перемогу опозиції на виборах недійсною, а себе лідером. Був оголошений стан війни з США, вторгнення США призвело до відставки Нор'єги і передачі влади Гільєрмо Ендара.
Життя країни зосереджене навколо Панамського каналу, поруч з яким розташована і столиця. Основні політичні зусилля урядів країни у XX ст. були направлені на те, щоб включити в її юрисдикцію зону Панамського каналу, що офіційно була під контролем США, і в 1979 ці зусилля нарешті увінчалися успіхом. Зона каналу площею 1432 км² і протяжністю 68 км, з населенням в 47 тисяч осіб, перетинає Панаму з північного заходу на південний схід, зв'язуючи Карибське море з Тихим океаном.

## Адміністративний устрій

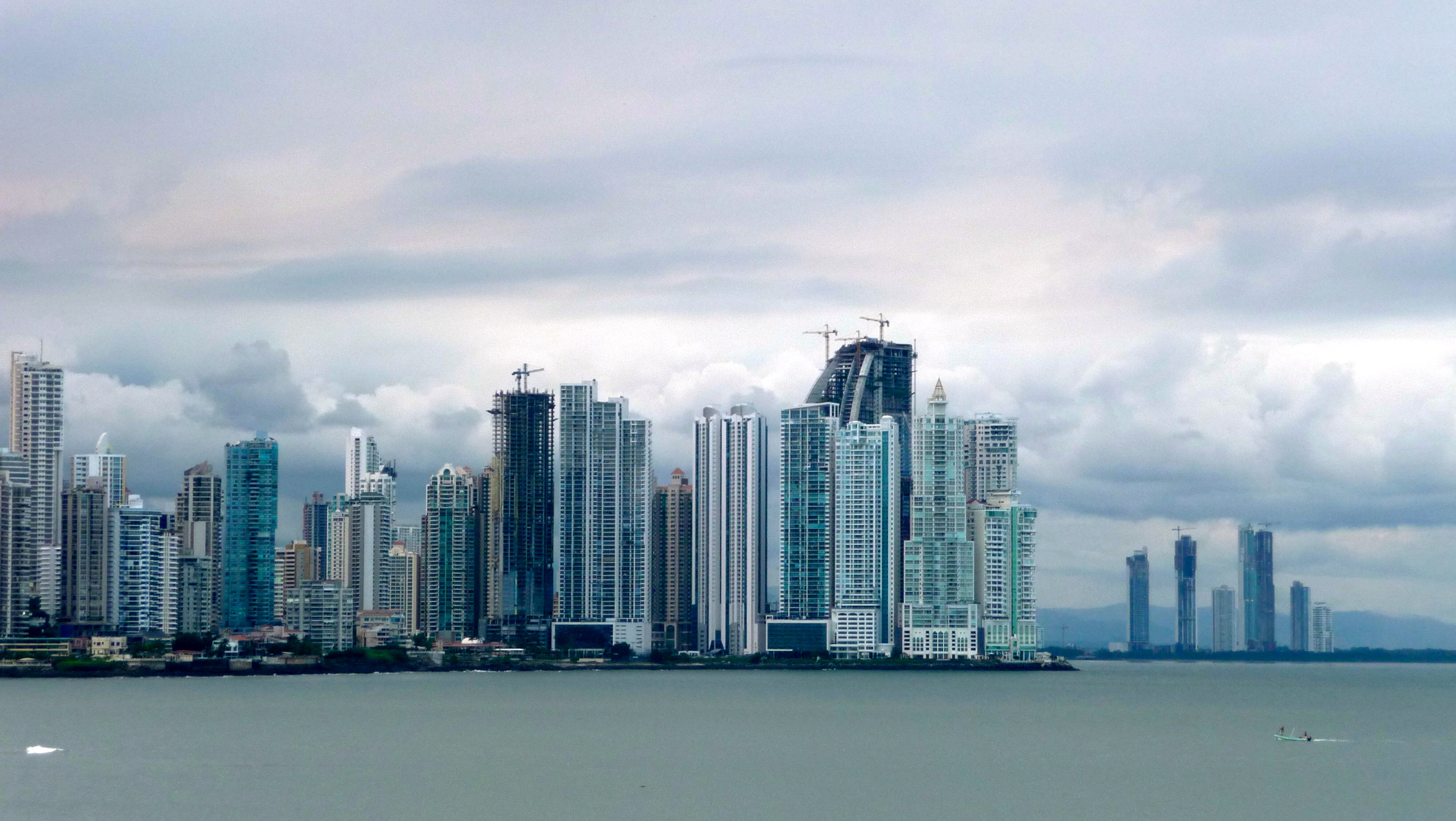
Хмарочоси міста Панама

10 провінцій (provincias, в однині — provincia) та 3 автономні провінції (Комарки) та 2 автономні підпровінції (Корреґіменто), 79 дистриктів та 666 корреґіменто (адміністративно-територіальних одиниць нижчого рівня).

## Державний устрій
Тип державного устрою — конституційна демократія. Голова правління — президент Лаурентіно Кортісо (з 1 липня 2019 року), віце президент Хосе Габріель Карісо (з 1 липня 2019 року).
Кабінет міністрів обирається президентом, президент із прем'єр-міністрами обираються загальним голосуванням кожні 5 років. Останнє таке голосування проводилося у липні 2019 року, наступне відбудеться у травні 2024 року.
Однопалатна Національна Асамблея (Asamblea Nacional) (зараз 78 місць, члени обираються кожні 5 років загальним голосуванням, з 2009 номер місць буде 71).
Верховний Суд (Corte Suprema de Justicia) (9 суддів призначаються на 10-річний строк).
Юридична система базується на цивільному кодексі, з переглядом законодавчих актів Верховним Судом.
Діє конституція від 11 жовтня 1972 року; реформи 1978, 1983, 1994,та 2004.

## Мови країни
Іспанська (офіційна), англійська 14 %,*  америндські мови — нгоблере, куна, буглере, террібе, брібрі, ембера-воунан. Багато панамців розмовляє кількома мовами.

## Економіка

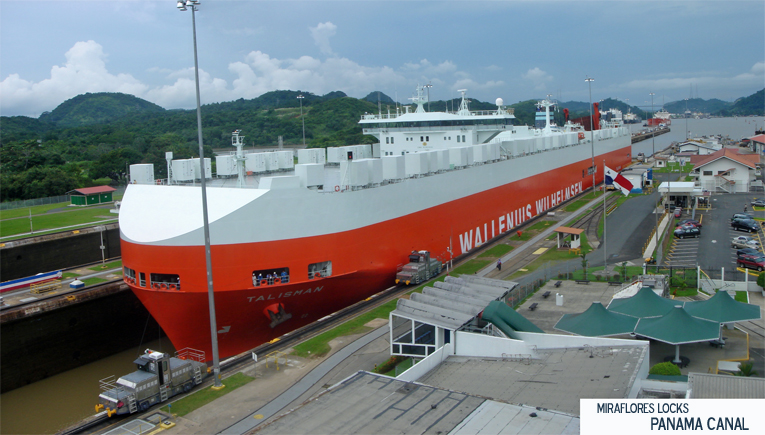
Панамський канал

Панама розташована на перехресті світових морських комунікацій, один з найбільших міжнародних торгово-фінансових центрів. Основні галузі промисловості: конструкційних матеріалів, нафтопереробна, рибна, цементна. Панама — велика транзитна країна, що обумовлено г.ч. Панамським каналом. Транспорт г.ч. автомобільний, морський, повітряний. У країні є 115 аеродромів. Сучасний аеропорт в місті Панама є теж важливим транзитним пунктом, що зв'язує Північну і Південну Америку.
За даними [Index of Economic Freedom, The Heritage Foundation, U.S.A. 2001]:
- ВВП — 8,8 млрд $ (понад 60 % — від транзитних транспортних операцій).
- Темп зростання ВВП — 4,1 %.
- ВВП на душу населення — 3200 $.
- Прямі закордонні інвестиції — 1,2 млрд $.
- Імпорт — 4 млрд $ (г. ч. США — 39,7 %; Японія — 9 %; Мексика — 4,9 %).
- Експорт — 3 млрд $ (г. ч. США — 39,0 %; Швеція — 7 %; Коста Рика — 6,6 %; Іспанія — 5,4 %; країни Бенілюксу — 4,3 %).

Витрати Панами на імпорт завжди перевищували прибутки від експорту. Панама ввозить сиру нафту, транспортні засоби і іншу промислову продукцію. Основні статті експорту — банани, креветки, цукор-сирець і нафтопродукти.
Див. також: Корисні копалини Панами, Історія освоєння мінеральних ресурсів Панами, Гірнича промисловість Панами.

### Грошова система
Панамська валюта — бальбоа була введена з 1903 року, після відділення від Колумбії. Однак на практиці бальбоа мало застосовується. Панама має власне карбування, але як паперова валюта використовуються долари США. У Панамі карбуються монети максимальним номіналом в 5, 2 та 1 бальбоа і більш дрібні монети (з 1934 року курс бальбоа твердо прив'язаний до американського долара у співвідношенні 1:1).

## Етнічні групи країни
- Метиси (Mestizo) (мішані індіанці та білі європейці) — 70 %.
- Індіанці та мішані (кариби) — 14 %.
- Білі європейці — 10 %.
- Корінні народи (індіанці) — 6 %.

## Релігії країни
Католики 70 %, протестанти 15 % (в основному чорношкірі вихідці з Вест-Індії), 4 % мешканців, головним чином вихідці з Індостану та Близького Сходу, — мусульмани.
Релігійні цінності та інтереси у політиці Панами представлені кількома партіями, найбільшими з яких є Народна партія (до 2001 року — Християнсько-демократична партія) та Соціально-християнський рух.

## Міжнародні відносини
Панама як держава — власник Панамського каналу має розгалужені зв'язки з більшістю країн світу. 

### Відносини з Україною
Дипломатичні відносини з Україною були встановлені 21 травня 1993 р.

## Туризм
Пляжний відпочинок у Панамі пропонує узбережжя, розташоване поруч із містом Панама. Пляжі: Горгона, Пунта-Чаме, Ріо-Мар, Санта-Клара. Відпочинок на островах Табога і Контадора, Коїба і Ігуана. Досить популярні курорти на островах архіпелагу Бокас-дель-Торо і острова Сан-Блас.
Найпопулярніші пляжі розташовані в Національному парку Коїба, на островах Табога і Контадора. На острові Коїба розташований найбільший кораловий риф площею 135 га. Тут можна побачити найбільших мешканців морських глибин, як-от горбаті кити, дельфіни, різні види акул, риба-вітрильник, тунець. Карибське узбережжя популярне для дайвінгу на архіпелазі Бокас-дель-Торо. Тут спостерігаються групери, мурени, скати, різні види губок і коралів, анемони, акули і т. д. Також води архіпелагу, а саме острову Колон відмінне місце для заняття серфінгом. Тихоокеанське узбережжя для серфінгу пропонує хвилі і вітер о. Морро-Негрито, провінцію Лос-Сантос, пляжі Тета і Малібу, розташовані недалеко від Панама Сіті.